# Lilla Hjortsjön (Femsjö socken, Småland)
Lilla Hjortsjön är en sjö i Hylte kommun i Småland och ingår i Fylleåns huvudavrinningsområde. Sjön har en area på 0,0887 kvadratkilometer och ligger 150 meter över havet. Sjön avvattnas av vattendraget Hjortån.

## Delavrinningsområde
Lilla Hjortsjön ingår i det delavrinningsområde (630769-135097) som SMHI kallar för Utloppet av Lilla Hjortsjön. Medelhöjden är 164 meter över havet och ytan är 1,65 kvadratkilometer. Räknas de 4 avrinningsområdena uppströms in blir den ackumulerade arean 10,24 kvadratkilometer. Hjortån som avvattnar avrinningsområdet har biflödesordning 2, vilket innebär att vattnet flödar genom totalt 2 vattendrag innan det når havet efter 51 kilometer. Avrinningsområdet består mestadels av skog (68 procent) och sankmarker (20 procent). Avrinningsområdet har 0,09 kvadratkilometer vattenytor vilket ger det en sjöprocent på 5,4 procent.